# Il sogno della farfalla (film)
Il sogno della farfalla è un film del 1994 diretto da Marco Bellocchio.
Fu presentato nella sezione Un Certain Regard del 47º Festival di Cannes.

## Trama
Massimo è un giovane e promettente attore ma particolare, infatti a partire dall'età di 14 anni si è chiuso nel mutismo e usa la voce solo quando recita.
Mentre a teatro interpreta Il principe di Homburg viene notato da un famoso regista che vorrebbe scritturarlo ma, dato il suo silenzio, questi si rivolge al padre che gli rivela che il figlio ha rifiutato il linguaggio normale, forse per una delusione amorosa.
A questo punto il regista è ancora più interessato a Massimo e si propone di mettere in scena una pièce dove il ragazzo interpreta sé stesso. La madre del ragazzo, sia pure con fatica, accetta di scrivere il testo del dramma e Massimo stesso considera la parte un ruolo come un altro e non un'esperienza autobiografica.
Molti dei personaggi coinvolti cercano di far parlare il ragazzo e di ricondurlo alla loro presunta normalità ma questi continua a esprimersi senza parlare o, raramente, citando l'Edipo re, il Macbeth o altri testi teatrali. In realtà i vari personaggi che ruotano intorno a Massimo, la madre scrittrice, il padre archeologo, il fratello fisico nucleare, la cognata insoddisfatta e altri, vivono nei loro complessi irrisolti. Solo una ragazzina lo accetta, inizialmente, per come lui vuol essere; insieme fanno un viaggio in moto finché approdano a Creta dove la famiglia si ritrova riunita presso la tenda di un campo di scavi archeologici. Qui un terribile terremoto li coglie, lasciando tutti illesi, ma scuotendo la realtà della loro condizione per un possibile nuovo inizio.

## Produzione
Girato in esterni nella Franciacorta (BS), in Valcamonica nella centrale idroelettrica Enel di Edolo (BS) e sul lago d'Iseo, a Roma, in una casa vicino a Latina e nel Peloponneso (Grecia) nell'autunno del 1993.